# Rajputana
Rajputana (Rājputāna, također poznata i kao Rājwār) je naziv koji se sve do 1949. god. rabio za teritorij koji otprilike odgovara današnjoj indijskoj državi Rajasthan. Ime je dobila po Radžputima, koji su nad njome držali vlast; većina Radžputa je pripadala Gurdžarima, koji su dali ime susjednom Gujaratu.